# Ulf Kaack

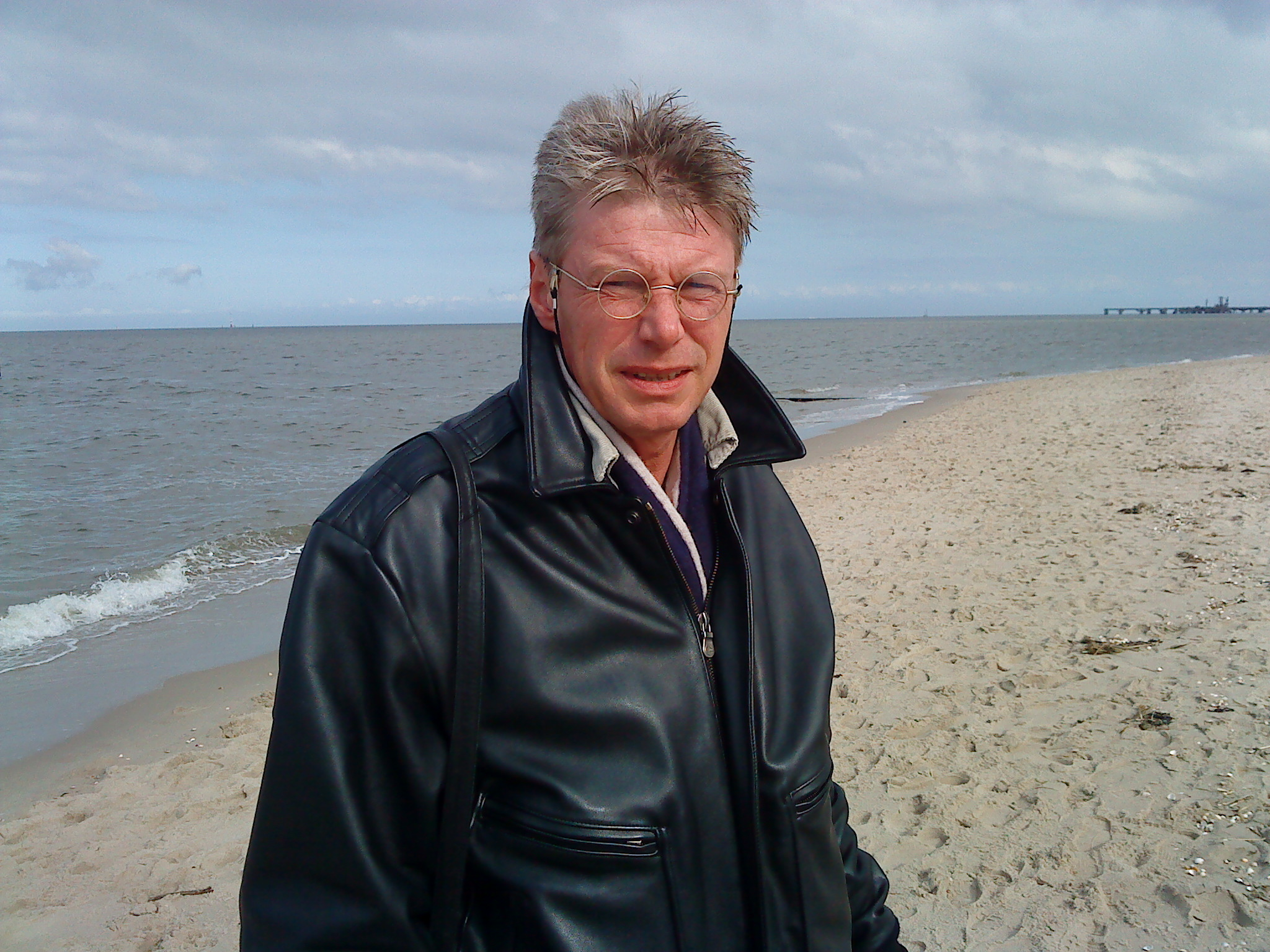
Ulf Kaack, 2009

Ulf Kaack (* 3. Juni 1964 in Neumünster) ist ein deutscher Autor, Journalist und Fotograf.

## Wirken
Kaack schreibt regelmäßig für die Magazine Oldtimer Traktor und Last und Kraft bei der VF Verlagsgesellschaft Mainz. Er ist außerdem als Redakteur für Agrarpolitik und Wirtschaft beim Landvolk Mittelweser beschäftigt. Darüber hinaus ist er als ständiger Berater und Redakteur für den französischen Verlag Hachette Collections in Nanterre (Paris) tätig, Von Juli 2012 bis Juni 2015 war Kaack Verantwortlicher Redakteur der Zeitschrift Traktor Classic (GeraMond Verlag München). Ehrenamtlich ist er Vorstandsmitglied im Föhrde-Club zu Kiel, beim JazzFolkKlassik in Syke e.V. (JFK) und im Lions ClubKlosterbach-Delme. Ulf Kaack lebt und arbeitet in Bassum.
Besondere Sachkenntnisse hat er auf dem Gebiet des Seenotrettungswesens, im Speziellen der Geschichte, der Technik und der Strukturen der Deutschen Gesellschaft zur Rettung Schiffbrüchiger (DGzRS). Intensiv beschäftigt er sich mit diesem Themenfeld in der Buchreihe „Rausfahren, wenn andere reinkommen“ im Verlag Peter Kurze in Bremen. Sie umfasst mittlerweile sieben Bände.
Beruflich war Ulf Kaack nach seiner Berufsausbildung zum Sparkassenkaufmann und einem sich anschließenden Marketing-Studium an der Wirtschafts- und Sozialakademie Bremen ab 1986 verantwortlich für das operative Marketing eines großen norddeutschen Kreditinstitutes. Viele Jahre arbeitete er im Bereich Presse- und Öffentlichkeitsarbeit bei der DGzRS, war außerdem als Redakteur bei einer auflagenstarken niedersächsischen Tageszeitung beschäftigt und gehörte als Leiter des Bereichs Presse- und Öffentlichkeitsarbeit der Geschäftsführung der Aller-Weser-Klinik in Verden und Achim an. Seit 1987 ist er zudem als freier Autor und Journalist schriftstellerisch und fotografierend tätig.
Er ist Verfasser und Mitautor verschiedener Buchtitel, häufig mit maritimen, nautischen und technischen Hintergründen. Weitere von ihm besetzte Themenfelder sind Luft- und Raumfahrt, Automobiltechnik, bildende Kunst und Musik in den Bereichen des Feuilletons, Golfsports, der Wirtschaft, Klimaforschung, Natur und Jagd. Häufig tritt er als Rezensent von Konzerten, Musikproduktionen und Büchern in Erscheinung. Zur Bebilderung seiner Bücher und journalistischen Beiträge ist er darüber hinaus als Fotograf tätig. Auf der Frankfurter Buchmesse 2012 wurde Ulf Kaack für seinen Titel Borgward – das Kompendium mit dem ADAC-Motorbuchpreis 2012 ausgezeichnet.
Die Liste seiner Publikationen aus den Bereichen Technik, Schifffahrt, Automobile, Traktoren und Luftfahrt umfasst zahlreiche Reportagen in Zeitungen und Magazinen, unter anderem in Traktor Classic, Auto Classic, Flugzeug Classic, Clausewitz, Verlagsgruppe Kreiszeitung, Sonntags Tipp, Wochen Tipp, Weser Kurier, Sport Schipper, Segler-Zeitung, Feuerwehr-Magazin, Blue Line, Watt’n Eiland, Oldtimer Markt, Oldtimer Traktor, Ostfriesland Magazin, Helgoländer, Schiffs Modell, Last und Kraft, Modell Werft, Rhombus, Wild und Hund, Deutsche Jagdzeitung, Niedersächsischer Jäger, außerdem Beiträge in den Jahrbüchern der DGzRS. Als Co-Autor arbeitete er mit an Drehbüchern für das ZDF, RTL Zwei, Radio Bremen sowie für senderunabhängige Filmproduktionen.

## Werke
- Rausfahren, wenn andere reinkommen. HERMANN MARWEDE. Der größte Seenotkreuzer der DGzRS. Verlag Peter Kurze, Bremen 2004, ISBN 3-927485-45-4.
- als Mitautor: DGzRS – 140 Jahre, 140 Gedanken. DSV-Verlag, Hamburg 2005, ISBN 3-88412-425-0.
- mit Sven Claußen: Die Seenotkreuzer der DGzRS I – Geschichte, Geschichten und Technik. Verlag Peter Kurze, Bremen 2007, ISBN 978-3-927485-90-7.
- mit Sven Claußen: Die Seenotkreuzer der DGzRS II – Geschichte, Geschichten und Technik. Verlag Peter Kurze, Bremen 2008, ISBN 978-3-927485-91-4.
- mit Sven Claußen: Die Seenotkreuzer der DGzRS III – Geschichte, Geschichten und Technik. Verlag Peter Kurze, Bremen 2008, ISBN 978-3-927485-92-1.
- Die Seenotkreuzerklasse EISWETTE. Verlag Peter Kurze, Bremen 2009, ISBN 978-3-927485-93-8.
- Tödlicher Sturm: Die Rettungsfahrt der VEGESACK – Die Seenotretter von Horumersiel. Verlag Peter Kurze, Bremen 2010, ISBN 978-3-927485-96-9.
- mit Natalie Schnautz: Cuxland. Wartberg Verlag, Gudensberg Gleichen 2010, ISBN 978-3-8313-2318-0.
- Unsere Kindheit im Norden. Wartberg Verlag, Gudensberg Gleichen 2010, ISBN 978-3-8313-2231-2.
- mit Sven Claußen: Deutsche Seenotkreuzer in aller Welt – Lizenzbauten, Seenotrettungsboote, Zollkreuzer und Unikate. Verlag Peter Kurze, Bremen 2010, ISBN 978-3-927485-95-2.
- mit Peter Kurze: Industrie in Bremen. Wartberg Verlag, Gudensberg Gleichen 2011, ISBN 978-3-8313-2322-7.
- mit Günter Franz: Bremerhaven – Seestadt an der Weser. Wartberg Verlag, Gudensberg Gleichen 2011, ISBN 978-3-8313-2370-8.
- mit Natalie Schnautz: Helgoland – Roter Felsen im Meer. Wartberg Verlag, 2011, ISBN 978-3-8313-2371-5.
- Borgward – Das Kompendium. GeraMond Verlag, München 2012, ISBN 978-3-86245-667-3.
- Die Gorch Fock und ihre Schwesterschiffe. GeraMond Verlag, München 2012, ISBN 978-3-86245-672-7.
- Borgward: Sprüche, Weisheiten und Anekdoten. Verlag Peter Kurze, Bremen 2012, ISBN 978-3-927485-82-2.
- Mercedes W 123 – Typengeschichte und Technik. GeraMond Verlag, München 2012, ISBN 978-3-86245-703-8.
- Noch mehr Pleiten, Pech und PKW. GeraMond Verlag, München 2013, ISBN 978-3-86245-723-6.
- Im Land der Friesen – Zwischen Ems und Weser. Wartberg Verlag, 2013, ISBN 978-3-8313-2490-3.
- Typenatlas Bundeswehr – Die Schiffe der Bundesmarine. GeraMond Verlag, München 2013, ISBN 978-3-86245-733-5.
- Typenatlas Bundeswehr – Die Schiffe der Deutschen Marine. GeraMond Verlag, München 2013, ISBN 978-3-86245-727-4.
- Typenatlas NVA – Die Schiffe der Volksmarine. GeraMond Verlag, München 2013, ISBN 978-3-86245-649-9.
- Die Flugzeuge und Hubschrauber der Marine – 100 Jahre Marineflieger. GeraMond Verlag, München 2013, ISBN 978-3-86245-739-7.
- mit Werner Otto: Der Teutoburger Wald. Wartberg Verlag, Gudensberg Gleichen 2013, ISBN 978-3-8313-2492-7.
- mit Harald Focke: Die Schiffe der Reichs- und Kriegsmarine 1921–1945. GeraMond Verlag, München 2014, ISBN 978-3-86245-742-7.
- mit Harald Focke: EYE OF THE WIND – Einem Traum auf der Spur. Forum Verlag, 2014, ISBN 978-3-86586-379-9.
- Mercedes MB-trac - Typengeschichte und Technik. GeraMond Verlag, München 2014, ISBN 978-3-86245-717-5.
- Typenatlas Bundeswehr - Panzer, alle Fahrzeuge von 1956 bis heute. GeraMond Verlag, München 2014, ISBN 978-3-86245-574-4.
- mit Peter Kurze und Hartmut Schwerdtfeger: Wir bauen Autos aus Leidenschaft – Mercedes Benz, 75 Jahre Werk Bremen. 2014.
- Deutsche U-Boote: Die deutschen U-Boote – Die komplette Geschichte. 2014, ISBN 978-3-86245-701-4.
- mit Peter Kurze: Flugzeuge aus Bremen. Luftfahrtgeschichte der Hansestadt. Sutton Verlag, Erfurt 2014, ISBN 978-3-95400-472-0.
- mit Peter Kurze: Besser fahren, Borgward fahren - Chronik 1958. Verlag Peter Kurze, Bremen 2014, ISBN 978-3-927485-58-7.
- mit Eberhard Kliem: Wilhelmshaven - Gestern und Heute. Sutton Verlag, Erfurt 2015, ISBN 978-3-95400-551-2.
- mit Harald Focke: 333 Schiffe die man kennen muss! GeraMond Verlag, München 2016, ISBN 978-3-86245-751-9.
- mit Peter Kurze: Bremen. Früher und Heute. Sutton Verlag, Erfurt 2016, ISBN 978-3-95400-711-0.
- Porsche Traktoren - Schlepper von geballter Kraft. Delius Klasing Verlag, Bielefeld 2016, ISBN 978-3-667-10692-6.
- als Mitautor: OCEANUM - Das maritime Magazin I. Oceanum Verlag, Wiefelstede 2016, ISBN 978-3-86927-501-7.
- mit Peter Kurze: Besser fahren, Borgward fahren - Chronik 1957. Verlag Peter Kurze, Bremen 2016, ISBN 978-3-927485-57-0.
- Typenkompass Eicher - Alle Traktoren 1936–1990. Motorbuch Verlag Stuttgart 2017, ISBN 978-3-613-03964-3.
- Typenkompass Güldner - Alle Traktoren 1938–1969. Motorbuch Verlag Stuttgart 2017, ISBN 978-3-613-04004-5.
- als Mitautor: OCEANUM - Das maritime Magazin II. Oceanum Verlag, Wiefelstede 2017, ISBN 978-3-86927-502-4.
- mit Jürgen Kuhlmann: Luftkrieg in der Region Band I. Printhaus Syke, 2017, ISBN 978-3-9819270-0-9.
- Die Marineflieger der Bundeswehr: Piloten und ihre Maschinen. Mittler, Hamburg 2018, ISBN 978-3-8132-0978-5.
- Typenkompass Fahr-Traktoren: 1938–1968. Motorbuch Verlag, Stuttgart 2018, ISBN 978-3-613-04129-5.
- als Mitautor: OCEANUM - Das maritime Magazin III. Oceanum Verlag, Wiefelstede 2018, ISBN 978-3-86927-503-1.
- als Mitautor: OCEANUM - Das maritime Magazin KOMPAKT.SEENOTRETTER. Oceanum Verlag, Wiefelstede 2019, ISBN 978-3-86927-701-1.
- mit Harald Focke: Sonderausgabe: Die Schiffe der Reichs- und Kriegsmarine 1921–1945. GeraMond Verlag, München 2019, ISBN 978-3-86245-742-7.
- Typenkompass Claas --Traktoren und Systemschlepper von seit 1957, Motorbuch Verlag, Stuttgart 2019, ISBN 978-3-613-04176-9.
- mit Jürgen Kuhlmann: Luftkrieg in der Region Band II. Printhaus Syke, 2019, ISBN 978-3-9819270-3-0.
- als Mitautor: OCEANUM - Das maritime Magazin IV. Oceanum Verlag, Wiefelstede 2019, ISBN 978-3-86927-504-8.
- Typenkompass IHC --Traktoren seit 1976. Motorbuch Verlag, Stuttgart 2019, ISBN 978-3-613-04240-7.
- als Mitautor: OCEANUM - Das maritime Magazin KOMPAKT.SEENOTRETTER. Oceanum Verlag, Wiefelstede 2020, ISBN 978-3-86927-703-5
- mit Natalie Schnautz: Cuxland - Unterwegs zwischen Elbe- und Wesermündung, Koehler, Hamburg 2020, ISBN 978-3-7822-1329-5
- als Mitautor: OCEANUM - Das maritime Magazin V. Oceanum Verlag, Wiefelstede 2020, ISBN 978-3-86927-504-8
- Sonderausgabe: Die deutschen U-Boote,. GeraMond Verlag, München 2020, ISBN 978-3-96453-270-1
- Typenkompass Steyr-Traktoren von 1947–1993. Motorbuch Verlag, Stuttgart 2020, ISBN 978-3-613-04291-9
- als Mitautor und -herausgeber: OCEANUM - Das maritime Magazin SPEZIAL - Schifffahrt in Bremen und Bremerhaven, Oceanum Verlag, Wiefelstede 2020, ISBN 978-3-86927-610-6
- als Mitautor: OCEANUM - Das maritime Magazin VI. Oceanum Verlag, Wiefelstede 2021, ISBN 978-3-86927-506-2
- Deutsche Marineflieger 1913 bis heute, Motorbuch Verlag 2021, ISBN 978-3-613-04354-1
- Typenkompass Massey-Ferguson, Traktoren von 1953–1989. Motorbuch Verlag, Stuttgart 2020, ISBN 978-3-613-04415-9
- mit Sönke Nielsen: Sikorsky Sea King, Motorbuch Verlag 2021, ISBN 978-3-613-04391-6
- Tore zur Welt, GeraMond Verlag, München 2022, ISBN 978-3-96453-361-6
- mit Sönke Nielsen: Westland Sea Lynx, Motorbuch Verlag 2023, ISBN 978-3-613-04508-8
- Niemieckie okrety podwodne - Petna historia, almapress Warszawa 2023, ISBN 978-83-7020-879-0
- mit Achim Winkler: Die neue Gorch Fock - Die wechselvolle Geschichte einer Legende, GeraMond Verlag, München 2024, ISBN 978-3-96453-056-1